# 楊朵症候群
楊朵症候群（Yentl Syndrome）是指因女性心肌梗死的症狀和男性不同，所造成的問題。許多心肌梗死的醫學研究主要研究男性心肌梗死的症狀，而女性的心肌梗死症狀可能和男性不同，因此女性較容易因為醫療疏失而死亡。其名稱得名自芭芭拉·史翠珊在1983年演出的電影《楊朵》，她在戲中因為想受教育而假裝成男生的身份。「楊朵症候群」一詞是在1991年伯纳丁·希利的論文《The Yentl syndrome》中首次提到。

## 外部連結
- C. Noel Bairey Merz, MD （页面存档备份，存于）
- , American Heart Association,   [25 November 2014], （原始内容存档于2018-07-27）